# Bockenheimer Landstraße 102

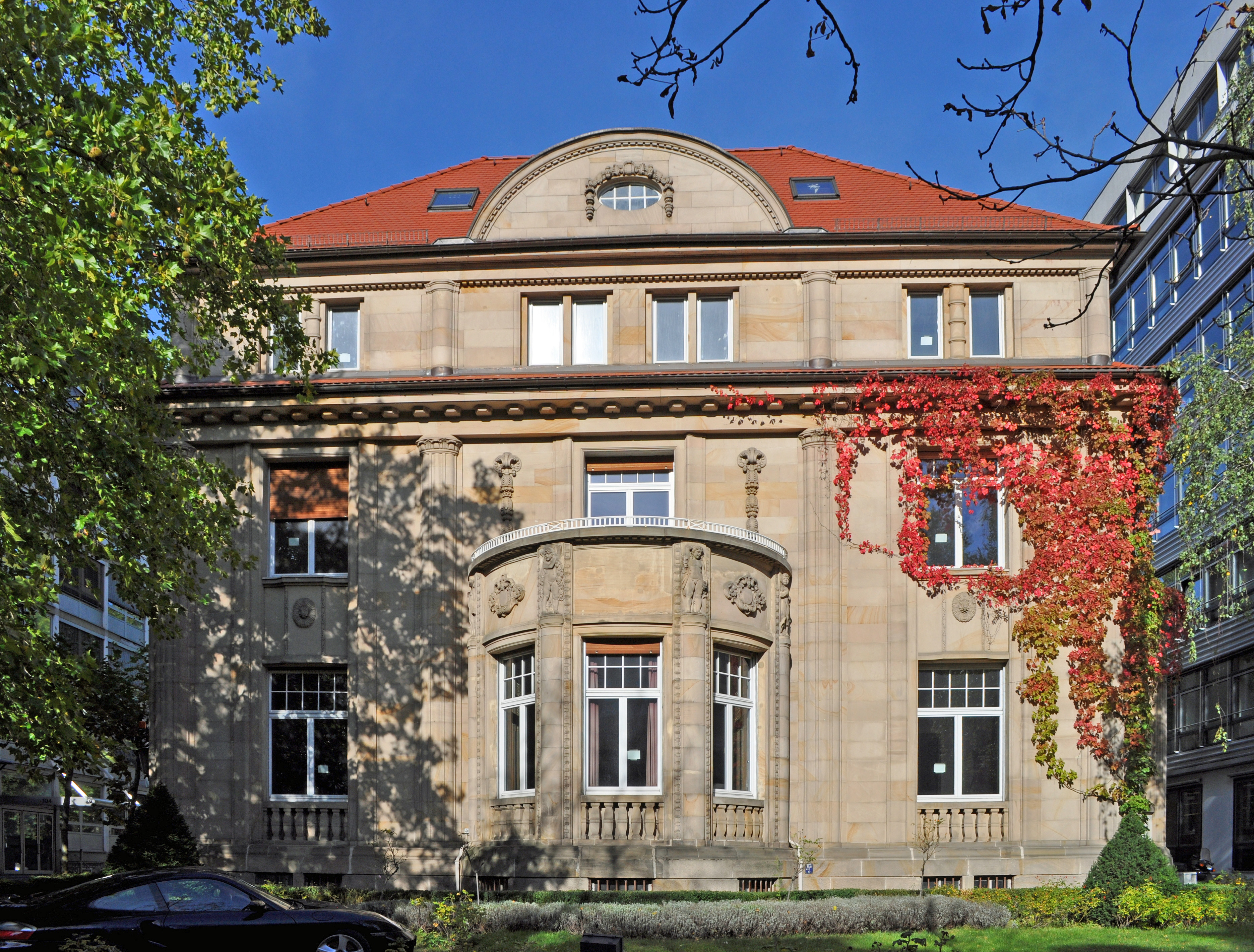
Das Haus Bockenheimer Landstraße 102 im Jahr 2011

Die Villa 102 in der Bockenheimer Landstraße 102 in Frankfurt am Main ist ein unter Denkmalschutz stehendes großbürgerliches Wohnhaus an der Bockenheimer Landstraße in Frankfurt am Main.

## Geschichte
Die Villa wurde von 1910 bis 1912 durch den Architekten Alfred Engelhard erbaut. Die neoklassizistische Villa großbürgerlichen Zuschnitts mit axialsymmetrischer Hauptfassade wird geprägt durch den halbzylinderförmigen Standerker im Erdgeschoss. Dieser soll nach Überlieferung an einen Schiffsrumpf erinnern. Der Bauherr war der Korvettenkapitän a. D. Anton Hoffmann (1872–1934). Im Jahr 1912 zog er mit seiner Frau Ines, geborene Meier, in die Villa ein und nutzte sie bis 1918.
Dr. phil. Albert Sondheimer (1876–1942), Unternehmer und Teilhaber der Firma Beer, Sondheimer & Co., erwarb 1918 das Anwesen und zog mit seiner Frau Margarethe und seinen vier Töchtern in die Villa ein. Sondheimer galt als großer Bücherfreund und richtete im Haus eine umfangreiche Bibliothek hebräischer, deutscher und internationaler Bücher ein. 1932 emigrierte die Familie Sondheimer nach Den Haag und nahm dabei 40 Bücherkisten mit. 1935 beendete die Firma Beer, Sondheimer & Co. ihre Geschäftstätigkeit. Sondheimer verkaufte 1937 die leerstehende Villa an die Stadt Frankfurt. Familie Sondheimer, die wegen ihres jüdischen Glaubens in der Zeit des Nationalsozialismus verfolgt wurde, zog 1939 noch vor der deutschen Besetzung der Niederlande nach New York. Nach dem Zweiten Weltkrieg erhielten die Töchter Sondheimers die Villa im Jahr 1950 von der Stadt zurück. Da sie nach den Erfahrungen der nationalsozialistischen Gewaltherrschaft nicht wieder nach Deutschland zurückkehren wollten, verkauften sie die Villa 1952 weiter. Eine Gedenktafel am Haus erinnert seit 2005 an den jüdischen Bewohner Albert Sondheimer und dessen erzwungene Auswanderung.
Ab 1939 wurde das Haus durch die Gesellschaft Reichsarboretum e. V. angemietet. Diese betrieb im Haus eine wissenschaftliche Einrichtung zur Gehölzkunde mit einer Sammlung von Büchern, Bildern und Exponaten zum Thema. 1944 wurde das Haus bei einem alliierten Luftangriff auf Frankfurt stark beschädigt. Ein Bombentreffer im Garten des Anwesens zerstörte die Sammlungen im Erdgeschoss und beschädigte das Gebäude.
Im Jahr 1945 beschlagnahmte die US-amerikanische Besatzungsmacht das Haus und nutzte es bis 1953 als Bürogebäude. 1952 erwarb die Schuh-Ring Einkaufsgenossenschaft das Haus von den Töchtern Sondheimer und nutzte es ab 1953 selbst. Später wurde das Haus an die Werbeagentur J. Walter Thompson vermietet.
1991 mietete die Stadt Frankfurt die Villa und betrieb dort bis 2006 das Literaturhaus Frankfurt. Nach dem Auszug des Literaturhauses wurden ohne anhaltenden Erfolg mehrere Versuche einer weiteren kulturellen Nutzung angestoßen. Am 27. April 2012 erwarb die KfW das Haus und sanierte es denkmalgerecht. Die Gebäudesanierung begann im Jahr 2014, war jedoch erst Ende des Jahres 2018 abgeschlossen. Die Villa 102 ist Plattform für Kultur und Dialog der KfW Stiftung, welche die Tradition der Villa als offenes, gastliches Haus fortführt und den Bürger*innen der Stadt Frankfurt und des Rhein-Main-Gebiets wieder zugänglich macht. Dazu bietet sie Raum für gesellschaftlichen Diskurs und kreativen Austausch, z. B. bei Ausstellungen, Konzerten oder Veranstaltungen.